# チベット死者の書サイケデリック・バージョン
『チベット死者の書サイケデリック・バージョン』（原題 The Psychedelic Experience: A Manual Based on The Tibetan Book of the Dead）は、意識の宗教的また神秘的状態を時に誘導する幻覚剤の力と共に、LSD (薬物)、シロシビン、メスカリンといったこれらの薬物の治療可能性を調査する研究を行っていた、ティモシー・リアリー、ラルフ・メツナー、リチャード・アルパートによる幻覚剤の使い方に関する著書である。メキシコにおけるジワタネホ計画の一環として1962年初頭に開始され、最終的に1964年8月に出版された。日本語訳は1994年である。
『チベット死者の書』は、死、中有（バルド）、再生という過程を案内し導くために書かれたチベット仏教徒の経典である。この『サイケデリック・バージョン』で著者らは『チベット死者の書』について、また幻覚剤の影響下で一般的な体験である自我の喪失あるいは脱個人化の比喩としての、そこで現れる死と再生の過程に死者の書を用いることを論じた。『チベット死者の書』の意図された役目として、死と再生を導くために用いられるのと同じく、『サイケデリック・バージョン』は、サイケデリック体験中の、自我喪失体験に適切に対処するための案内となるものである。
本書は幻覚剤にて起こる自我喪失の様々な段階を論じ、こうした異なる段階においてどのように捉え、振る舞うべきかという詳しい指示を与える。本書には幻覚剤の使い方についてのより一般的な助言や、また幻覚剤を一緒に摂取するグループにて読み上げることが目的の文章の選集も含まれる。本書はオルダス・ハクスリーに敬愛と感謝が捧げられており、ハクスリーの著書『知覚の扉』が冒頭で短く引用されている。
そして、ハクスリーはリアリーらによるこの原稿について知っており、1963年11月22日、ハクスリーの死期に読み聞かせられた。
DJのデヴィッド・マンキューソも、1960年代中盤「サイケデリックな連中」が出入りしていたニューヨークのイースト・ヴィレッジにあるクラブに出入りし、10回ほどLSDを体験した時には『サイケデリック・バージョン』に出会い、リアリーに傾倒するようになった。ウェスト・ヴィレッジにあるリアリーの霊的発見同盟 (League for Spiritual Discovery) の本部を訪ね、そのパーティの常連客となり、自身も踊ることを目的としない選曲にてパーティーを開催するようになった。後に踊るための選曲をするようになっても、『サイケデリック・バージョン』に基づき、一晩中体力を維持できるように、穏やかな最初のバルド、サーカスのような第二のバルド、元の世界にスムーズに戻るための第三のバルドを意識した。
本書の文章の一部はビートルズの楽曲「トゥモロー・ネバー・ノウズ」にて使われている。本書の朗読は、1966年に The Psychedelic Experience のタイトルでレコードに記録され、2003年に Folkways からCDで再発行された。日本でも八幡書店から『バルド・ソドル』というタイトルでCDが出ていた。

## 書籍
- Alpert, Richard, Ph.D., Leary, Timothy, Ph.D., Metzner, Ralph, Ph.D., and Karma-Glin-Pa Bar Do Thos Grol (1964). The Psychedelic Experience: A Manual Based on the Tibetan Book of the Dead. Sacramento. Citadel Press. ISBN 0-8065-1652-6.
- ティモシー・リアリー、リチャード・アルパート、ラルフ・メツナー 著、菅靖彦 訳『チベットの死者の書―サイケデリック・バージョン』八幡書店、1994年。ISBN 4-89350-319-7。